# Reckoner
«Reckoner» — сингл британской альтернативной рок-группы Radiohead с их альбома 2007 года In Rainbows. Выпущен как четвёртый и последний сингл с альбома 23 сентября 2008 года, так же был назван одной из лучших песен десятилетия электронными журналами Pitchfork и NME.

## История создания
На гастролях в 2003, Radiohead представили несколько иную, агрессивную композицию с названием «Reckoner» в Джорджии, штате Вашингтон. В 2005 на шоу Trade Justice Movement Том Йорк исполнил под акустическую гитару версию этой песни, и уже на альбоме в 2007 году эта песня приобрела знакомый вид, а изначальная композиция вышла в 2009 году под названием «Feeling Pulled Apart by Horses».

## Композиция
Особенностью Reckoner является «морозно-лязгающая» перкуссионная часть, меандрирующая партия гитары и пианино. Том Йорк заявил, что гитарный рифф был своеобразной данью гитаристу Джону Фрушанте из Red Hot Chili Peppers.

## Релиз
Reckoner был выпущен на альбоме In Rainbows в 2007 году, а как четвёртый и последний сингл был выпущен 23 сентября 2008 года.
Музыканты из Radiohead поделились раздельными дорожками с вокалом, гитарами и ударными в открытый доступ, чтобы другие музыканты и их фанаты смогли сделать свои ремастеринги и ремиксы.

## Успех сингла
Трек «Reckoner» с первого взгляда не кажется даже одним из лучших треков с альбома, но через несколько прослушиваний — вообще создаётся действительное ощущение того, что это одна из тех сшибающих голову вещей, что группа вообще записывала.
Рецензия на In Rainbows — Pitchfork
В октябре 2011 читатели Rolling Stone признали девятой лучшей песней из всего репертуара Radiohead, а NME поставили на 93 строчку их хит-парада 150 лучших треков за прошедшие 15 лет, в чарте Pitchfork она заняла 254 позицию в списке 500 лучших песен 2000-х годов.

## Кавер-версии
- Gnarls Barkley исполнил живую кавер-версию.[12][13]
- Пианист Роберт Глеспер записал под живой джазовый инструментал и выпустил, как сингл для своего live кавер-альбома.[14]

## Участники при создании композиции
- Том Йорк - вокал, гитара
- Колин Гринвуд - бас-гитара, шейкер
- Джонни Гринвуд - пианино, перкуссии
- Эд О'Брайен - гитара, тамбурин, бэк-вокал
- Фил Селвэй - ударные

## Чарты
| Чарт             | Позиция |
| ---------------- | ------- |
| UK Singles Chart | 74      |